# Michele Pesenti (musicista)
Michele Pesenti (Verona, 1470 circa – 1522 circa) è stato un compositore e liutista italiano.
Servì come liutista presso gli Este a Ferrara. Fu tra i più inventivi compositori del genere della cosiddetta frottola, unitamente a Marchetto Cara e Bartolomeo Tromboncino.

## Opere
- "Ha' tu veduto un mio vitellin bianco" in La Favola di Orfeo 1494.
- frottola: "Non mi doglio gia d'amore" in Banchetti Musicali a la Corte Estense.
- frottola: "Dal lecto me levava" in Barzellette - Frottole Italiane del Cinquecento.

- villotta: "Quando lo pomo vien da lo pomaro" in Cantar alla Pavana Canzoni, Frottole, Villotte e Madrigali dell'Apografo Miscellaneo Marciano (1526).
- "Alhor quando arivava" in Cigni, Capre, Galli e Grilli.
- strumentale: "Un cavalier di Spagna" in Musica dell'epoca di Cristoforo Colombo.